# Chiesa di San Nicola (Fasano)
La chiesa di San Nicola è una chiesa edificata fuori dalla cinta muraria della città di Fasano per volontà del nobile Donato Antonio Paternò nel 1596. 
Il committente lasciò inoltre espresso sul suo testamento la volontà di dedicare la chiesa al santo di Myra, e per la causa donò 700 ducati di diverse monete.
Nel 1887 la chiesa diventò di proprietà del principe Vincenzo Telesio, che la restaurò dedicandola alla Vergine del Rosario come voto di ringraziamento per la guarigione della moglie.
Successivamente la chiesa passò in cura alla confraternita di Maria santissima del Rosario, che la custodisce ancora oggi assieme all'omonima chiesa.
Tra le opere presenti vi sono un altorilievo in pietra rappresentante San Nicola, un organo ottocentesco e statue in cartapesta di produzione leccese (San Domenico, Cristo Risorto, Santa Caterina e i Santi Medici Cosma e Damiano).

## Feste religiose
Durante i quattro giorni della festa patronale, dedicata a Maria santissima del Pozzo e a san Giovanni Battista,  a causa della sua posizione centrale nella piazza Ciaia, la chiesa ospita le immagini dei santi. Le celebrazioni si aprono e si chiudono con la traslazione delle immagini e la consegna della chiavi della città presso la chiesa.
Ogni anno presso la chiesa di San Nicola viene inoltre organizzata dalla confraternita la festa dei Santi Medici, il cui culto è particolarmente diffuso nel territorio circostante e comprende il pellegrinaggio a piedi al santuario di Alberobello.